# Leptoscyphus aequatus
Leptoscyphus aequatus là một loài Rêu trong họ Geocalycaceae. Loài này được (Hook. & Taylor) Mitt. mô tả khoa học đầu tiên năm 1851.